# 亞歷山大·珀金
亞歷山大·珀金（葡萄牙語：Alexandré Pölking，1976年3月12日—），巴西职业足球教练、前职业足球员。曾任泰国国家足球队主教练。

## 荣誉

### 主教练
曼谷联
- 泰國甲組足球聯賽亚军：2016、2018
- 泰国足总杯亚军：2017

泰国
- 东南亚足球锦标赛冠军：2020、2022

泰国U23
- 东南亚运动会银牌：2021